# East Palatka
East Palatka ist  ein census-designated place (CDP) im Putnam County im US-Bundesstaat Florida. Das U.S. Census Bureau hat bei der Volkszählung 2020 eine Einwohnerzahl von 1.573 ermittelt. 

## Geographie
East Palatka grenzt im Westen direkt an Palatka und liegt etwa 60 km südlich von Jacksonville. Die Memorial Bridge über den St. Johns River verbindet den Ort mit Palatka. Über sie führt der U.S. Highway 17 (SR 15, 20, 100), auf den in East Palatka die Florida State Road 207 trifft. 

## Geschichte
Eine erste Bahnstrecke wurde 1885 von der Saint Augustine and Palatka Railroad (StA&P) zwischen East Palatka und St. Augustine erbaut. Die St. Johns & Halifax River Railroad eröffnete im Folgejahr eine Bahnstrecke von hier über Bunnell nach Daytona Beach. Ein Brückenbau durch die StA&P nach Palatka über den St. Johns River folgte 1888. Beide Gesellschaften wurden 1892 zuerst zur Jacksonville, Saint Augustine & Indian River Railway vereinigt, die wiederum 1896 in der Florida East Coast Railway aufging. 1925 wurde zuerst die Strecke nach Bunnell, 1942 die Flussquerung nach Palatka und in den 1960ern der Abschnitt Richtung St. Augustine bis Hastings stillgelegt.

## Demographische Daten
Laut der Volkszählung 2010 verteilten sich die damaligen 1654 Einwohner auf 628 Haushalte. Die Bevölkerungsdichte lag bei 199,3 Einw./km². 62,2 % der Bevölkerung bezeichneten sich als Weiße, 32,5 % als Afroamerikaner, 0,5 % als Indianer und 0,5 % als Asian Americans. 2,8 % gaben die Angehörigkeit zu einer anderen Ethnie und 1,6 % zu mehreren Ethnien an. 10,5 % der Bevölkerung bestand aus Hispanics oder Latinos.
Im Jahr 2010 lebten in 26,8 % aller Haushalte Kinder unter 18 Jahren sowie 39,9 % aller Haushalte Personen mit mindestens 65 Jahren. 64,8 % der Haushalte waren Familienhaushalte (bestehend aus verheirateten Paaren mit oder ohne Nachkommen bzw. einem Elternteil mit Nachkomme). Die durchschnittliche Größe eines Haushalts lag bei 2,47 Personen und die durchschnittliche Familiengröße bei 2,91 Personen.
17,1 % der Bevölkerung waren jünger als 20 Jahre, 36,4 % waren 20 bis 39 Jahre alt, 25,1 % waren 40 bis 59 Jahre alt und 21,2 % waren mindestens 60 Jahre alt. Das mittlere Alter betrug 38 Jahre. 64,3 % der Bevölkerung waren männlich und 35,7 % weiblich.
Das durchschnittliche Jahreseinkommen lag bei 31.569 $, dabei lebten 32,3 % der Bevölkerung unter der Armutsgrenze.
Im Jahr 2000 war englisch die Muttersprache von 97,93 % der Bevölkerung und spanisch sprachen 2,07 %.